# Henk Brink
 Henk Brink  (Zwiggelte, 23 juli 1958) is een Nederlands ondernemer en bestuurder die als gekozen politicus lid was van de VVD.

## Biografie

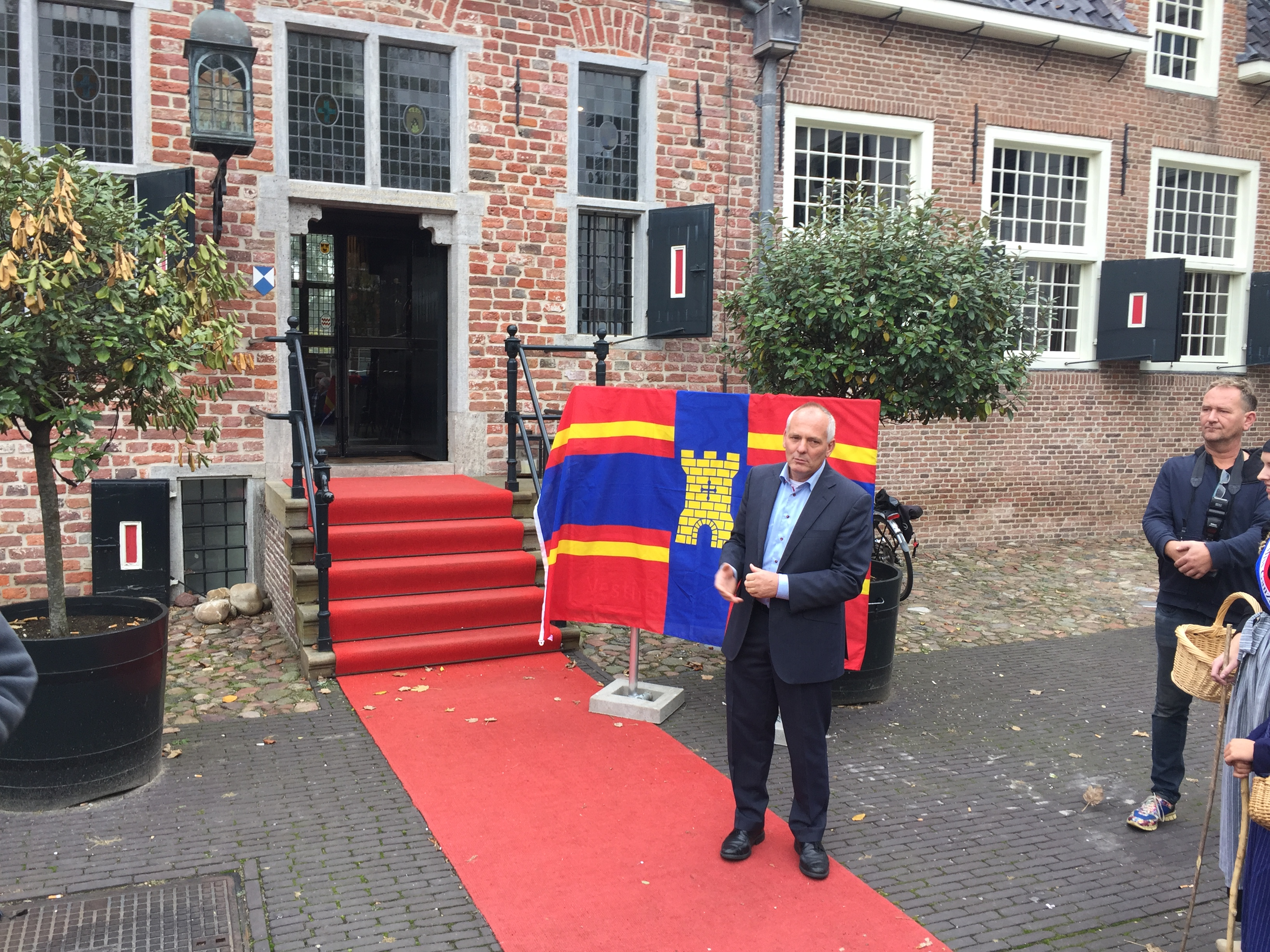
Brink bij de onthulling van het bord "Coevorden vestingstad"

Brink is werkzaam als zelfstandig ondernemer in de landbouw en actief in organisaties voor behartiging van belangen van land- en tuinbouwers. Onder andere was hij bestuurder van LTO Noord. Hij was tot 2024 lid van de VVD en was, tot zijn benoeming als gedeputeerde, van 2006 tot 2011 lid van de gemeenteraad van de gemeente Midden-Drenthe, waarvan de laatste twee jaar als fractievoorzitter. Van april 2011 tot juli 2023 was hij gedeputeerde van Drenthe met in zijn portefeuille Verkeer en vervoer, Openbaar vervoer, Wegen en Kanalen, Bestuurlijke verhoudingen en toezicht, Personeel en organisatie, Coördinatie Europa, Handhaving, Dagelijks bestuur SNN en Vliegveld Eelde (Infra). Later veranderde zijn portefeuille naar Economie en digitale ontwikkeling, Vrijetijdseconomie, Recreatie en toerisme, Ruimtelijke ordening, Sport, Samenwerkingsverband Noord-Nederland en Omgevingsontwikkeling Groningen Airport Eelde. In mei 2023 ontving hij de mr. D.U. Stikker-plaquette, een onderscheiding voor lokale VVD-politici. Begin 2024 zegde hij na meer dan veertig jaar zijn VVD-lidmaatschap op.
Brink is getrouwd en heeft 3 kinderen.